# Марсель-Вобан

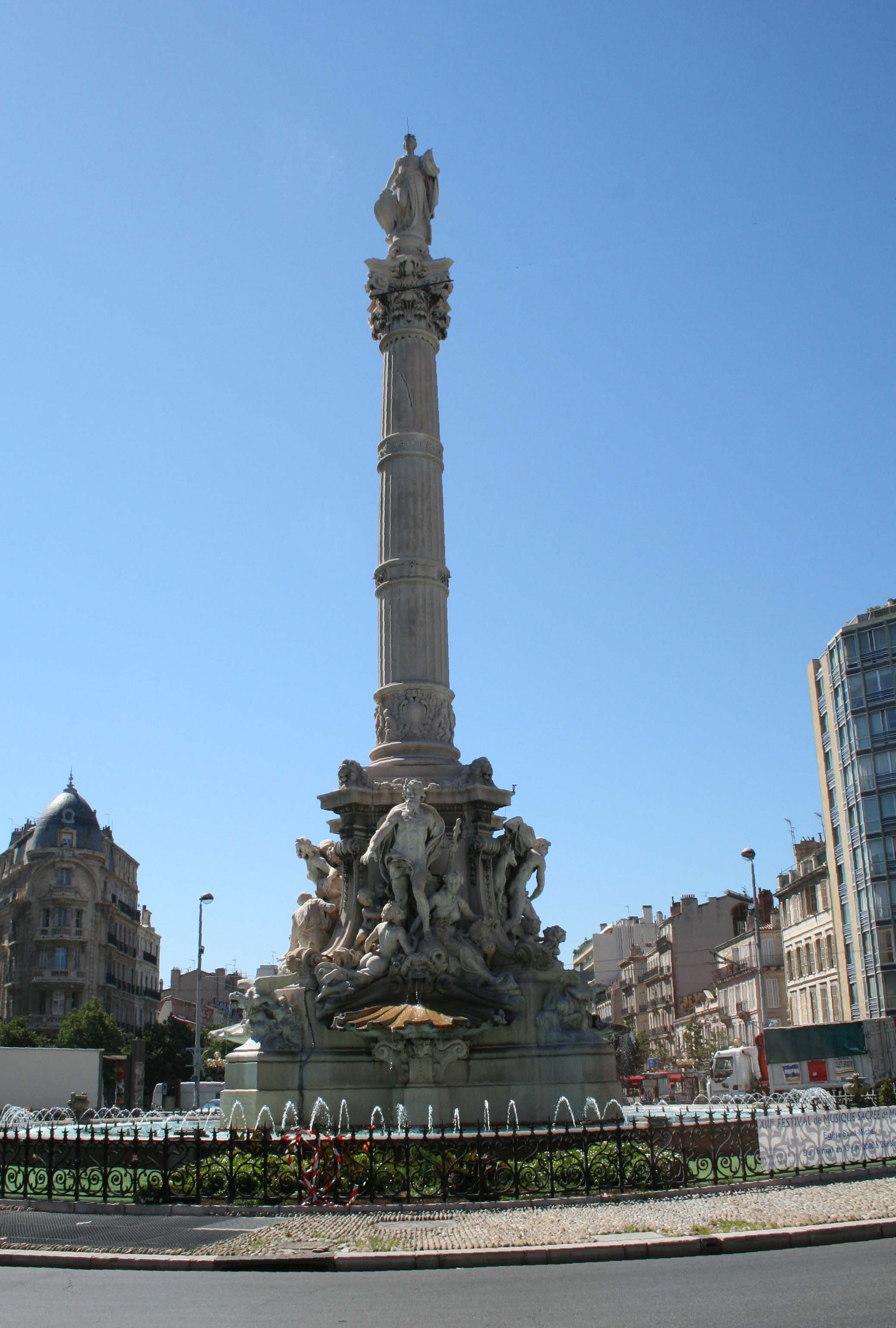
Фонтан на площади Кастеллан

Марсе́ль-Воба́н (фр. Marseille-Vauban) — кантон во Франции, находится в регионе Прованс — Альпы — Лазурный Берег, департамент Буш-дю-Рон. Входит в состав округа Марсель.
Код INSEE кантона — 1359. В кантон Марсель-Вобан входит часть коммуны Марсель.
Население кантона на 2008 год составляло 31 058 человек.